# 24 uur van Le Mans 2021
De 24 uur van Le Mans 2021 was de 89e editie van deze endurancerace. De race werd verreden op 21 en 22 augustus 2021 op het Circuit de la Sarthe nabij Le Mans, Frankrijk. De race stond oorspronkelijk gepland voor 12 en 13 juni, maar werd uitgesteld tijdens de coronapandemie zodat er toeschouwers toegelaten konden worden. Het was de derde race van het FIA World Endurance Championship-seizoen 2021.
De race werd gewonnen door de Toyota #7 van Mike Conway, Kamui Kobayashi en José María López. Zij behaalden hiermee allemaal hun eerste Le Mans-zege. De LMP2-klasse werd gewonnen door de Team WRT #31 van Robin Frijns, Ferdinand Habsburg en Charles Milesi. Zij kregen de zege in de laatste ronde in handen, nadat de leidende auto, de zusterauto #41, met vier minuten te gaan vanaf de leiding stil kwam te vallen. De LMGTE Pro-klasse werd gewonnen door de #51 AF Corse van James Calado, Alessandro Pier Guidi en Côme Ledogar. De LMGTE Am-klasse werd gewonnen door de #83 AF Corse van Nicklas Nielsen, François Perrodo en Alessio Rovera.

## Inschrijvingen
- In de LMP2-klasse worden inschrijvingen in de LMP2 Pro-Am Cup, een klasse waarbij een amateurcoureur meedoet, aangeduid met een ster.
- Russische coureurs en teams mogen niet onder de Russische vlag rijden vanwege dopingschandalen bij andere Russische atleten. Zij rijden als 'neutrale' deelnemers de race. Dit is omdat de organisatie onder de IOC valt.
- De #17 IDEC werd teruggetrokken vanwege een crash van Dwight Merriman in de derde vrije training op donderdag.

| No.                               | Team                        | Auto                        | Banden                      | Rijder 1                    | Rijder 2                    | Rijder 3                    |                             |
| Hypercar (5 inschrijvingen)       | Hypercar (5 inschrijvingen) | Hypercar (5 inschrijvingen) | Hypercar (5 inschrijvingen) | Hypercar (5 inschrijvingen) | Hypercar (5 inschrijvingen) | Hypercar (5 inschrijvingen) | Hypercar (5 inschrijvingen) |
| --------------------------------- | --------------------------- | --------------------------- | --------------------------- | --------------------------- | --------------------------- | --------------------------- | --------------------------- |
| 7                                 | Toyota Gazoo Racing         | Toyota GR010 Hybrid         | M                           | Mike Conway                 | Kamui Kobayashi             | José María López            |                             |
| 8                                 | Toyota Gazoo Racing         | Toyota GR010 Hybrid         | M                           | Sébastien Buemi             | Brendon Hartley             | Kazuki Nakajima             |                             |
| 36                                | Alpine Elf Matmut           | Alpine A480-Gibson          | M                           | Nicolas Lapierre            | André Negrão                | Matthieu Vaxivière          |                             |
| 708                               | Glickenhaus Racing          | Glickenhaus 007 LMH         | M                           | Pipo Derani                 | Franck Mailleux             | Olivier Pla                 |                             |
| 709                               | Glickenhaus Racing          | Glickenhaus 007 LMH         | M                           | Ryan Briscoe                | Romain Dumas                | Richard Westbrook           |                             |
| LMP2 (25 inschrijvingen)          |                             |                             |                             |                             |                             |                             |                             |
| 1                                 | Richard Mille Racing Team   | Oreca 07-Gibson             | G                           | Tatiana Calderón            | Sophia Flörsch              | Beitske Visser              |                             |
| 17                                | IDEC Sport*                 | Oreca 07-Gibson             | G                           | Ryan Dalziel                | Thomas Laurent              | Dwight Merriman             |                             |
| 20                                | High Class Racing*          | Oreca 07-Gibson             | G                           | Dennis Andersen             | Marco Sørensen              | Ricky Taylor                |                             |
| 21                                | DragonSpeed USA*            | Oreca 07-Gibson             | G                           | Henrik Hedman               | Ben Hanley                  | Juan Pablo Montoya          |                             |
| 22                                | United Autosports USA       | Oreca 07-Gibson             | G                           | Filipe Albuquerque          | Philip Hanson               | Fabio Scherer               |                             |
| 23                                | United Autosports           | Oreca 07-Gibson             | G                           | Wayne Boyd                  | Alex Lynn                   | Paul di Resta               |                             |
| 24                                | PR1 Motorsports Mathiasen*  | Oreca 07-Gibson             | G                           | Gabriel Aubry               | Patrick Kelly               | Simon Trummer               |                             |
| 25                                | G-Drive Racing*             | Aurus 01-Gibson             | G                           | Rui Andrade                 | John Falb                   | Roberto Merhi               |                             |
| 26                                | G-Drive Racing              | Aurus 01-Gibson             | G                           | Franco Colapinto            | Roman Roesinov              | Nyck de Vries               |                             |
| 28                                | Jota                        | Oreca 07-Gibson             | G                           | Tom Blomqvist               | Sean Gelael                 | Stoffel Vandoorne           |                             |
| 29                                | Racing Team Nederland*      | Oreca 07-Gibson             | G                           | Frits van Eerd              | Giedo van der Garde         | Job van Uitert              |                             |
| 30                                | Duqueine Team               | Oreca 07-Gibson             | G                           | René Binder                 | Tristan Gommendy            | Memo Rojas                  |                             |
| 31                                | Team WRT                    | Oreca 07-Gibson             | G                           | Robin Frijns                | Ferdinand Habsburg          | Charles Milesi              |                             |
| 32                                | United Autosports           | Oreca 07-Gibson             | G                           | Jonathan Aberdein           | Nico Jamin                  | Manuel Maldonado            |                             |
| 34                                | Inter Europol Competition   | Oreca 07-Gibson             | G                           | Alex Brundle                | Jakub Śmiechowski           | Renger van der Zande        |                             |
| 38                                | Jota                        | Oreca 07-Gibson             | G                           | António Félix da Costa      | Anthony Davidson            | Roberto González            |                             |
| 39                                | SO24-DIROB by Graff*        | Oreca 07-Gibson             | G                           | Vincent Capillaire          | Arnold Robin                | Maxime Robin                |                             |
| 41                                | Team WRT                    | Oreca 07-Gibson             | G                           | Louis Delétraz              | Robert Kubica               | Ye Yifei                    |                             |
| 44                                | ARC Bratislava*             | Oreca 07-Gibson             | G                           | Matej Konôpka               | Miro Konôpka                | Oliver Webb                 |                             |
| 48                                | IDEC Sport                  | Oreca 07-Gibson             | G                           | Paul-Loup Chatin            | Paul Lafargue               | Patrick Pilet               |                             |
| 49                                | High Class Racing           | Oreca 07-Gibson             | G                           | Anders Fjordbach            | Jan Magnussen               | Kevin Magnussen             |                             |
| 65                                | Panis Racing                | Oreca 07-Gibson             | G                           | James Allen                 | Julien Canal                | Will Stevens                |                             |
| 70                                | Realteam Racing*            | Oreca 07-Gibson             | G                           | Loïc Duval                  | Esteban Garcia              | Norman Nato                 |                             |
| 74                                | Racing Team India Eurasia*  | Ligier JS P217-Gibson       | G                           | Tom Cloet                   | John Corbett                | James Winslow               |                             |
| 82                                | Risi Competizione           | Oreca 07-Gibson             | G                           | Ryan Cullen                 | Oliver Jarvis               | Felipe Nasr                 |                             |
| LMGTE Pro (8 inschrijvingen)      |                             |                             |                             |                             |                             |                             |                             |
| 51                                | AF Corse                    | Ferrari 488 GTE Evo         | M                           | James Calado                | Alessandro Pier Guidi       | Côme Ledogar                |                             |
| 52                                | AF Corse                    | Ferrari 488 GTE Evo         | M                           | Sam Bird                    | Miguel Molina               | Daniel Serra                |                             |
| 63                                | Corvette Racing             | Chevrolet Corvette C8.R     | M                           | Nick Catsburg               | Antonio García              | Jordan Taylor               |                             |
| 64                                | Corvette Racing             | Chevrolet Corvette C8.R     | M                           | Tommy Milner                | Alexander Sims              | Nick Tandy                  |                             |
| 72                                | Hub Auto Racing             | Porsche 911 RSR-19          | M                           | Maxime Martin               | Álvaro Parente              | Dries Vanthoor              |                             |
| 79                                | WeatherTech Racing          | Porsche 911 RSR-19          | M                           | Earl Bamber                 | Cooper MacNeil              | Laurens Vanthoor            |                             |
| 91                                | Porsche GT Team             | Porsche 911 RSR-19          | M                           | Gianmaria Bruni             | Richard Lietz               | Frédéric Makowiecki         |                             |
| 92                                | Porsche GT Team             | Porsche 911 RSR-19          | M                           | Michael Christensen         | Kévin Estre                 | Neel Jani                   |                             |
| LMGTE Am (22 inschrijvingen)      |                             |                             |                             |                             |                             |                             |                             |
| 18                                | Absolute Racing             | Porsche 911 RSR-19          | M                           | Andrew Haryanto             | Alessio Picariello          | Marco Seefried              |                             |
| 33                                | TF Sport                    | Aston Martin Vantage AMR    | M                           | Felipe Fraga                | Ben Keating                 | Dylan Pereira               |                             |
| 46                                | Team Project 1              | Porsche 911 RSR-19          | M                           | Anders Buchardt             | Robby Foley                 | Dennis Olsen                |                             |
| 47                                | Cetilar Racing              | Ferrari 488 GTE Evo         | M                           | Antonio Fuoco               | Roberto Lacorte             | Giorgio Sernagiotto         |                             |
| 54                                | AF Corse                    | Ferrari 488 GTE Evo         | M                           | Francesco Castellacci       | Giancarlo Fisichella        | Thomas Flohr                |                             |
| 55                                | Spirit of Race              | Ferrari 488 GTE Evo         | M                           | Duncan Cameron              | Matt Griffin                | David Perel                 |                             |
| 56                                | Team Project 1              | Porsche 911 RSR-19          | M                           | Matteo Cairoli              | Riccardo Pera               | Egidio Perfetti             |                             |
| 57                                | Kessel Racing               | Ferrari 488 GTE Evo         | M                           | Scott Andrews               | Mikkel Jensen               | Takeshi Kimura              |                             |
| 60                                | Iron Lynx                   | Ferrari 488 GTE Evo         | M                           | Raffaele Giammaria          | Paolo Ruberti               | Claudio Schiavoni           |                             |
| 66                                | JMW Motorsport              | Ferrari 488 GTE Evo         | M                           | Jody Fannin                 | Thomas Neubauer             | Rodrigo Sales               |                             |
| 69                                | Herberth Motorsport         | Porsche 911 RSR-19          | M                           | Ralf Bohn                   | Rolf Ineichen               | Robert Renauer              |                             |
| 71                                | Inception Racing            | Ferrari 488 GTE Evo         | M                           | Ben Barnicoat               | Brendan Iribe               | Ollie Millroy               |                             |
| 77                                | Dempsey-Proton Racing       | Porsche 911 RSR-19          | M                           | Matt Campbell               | Jaxon Evans                 | Christian Ried              |                             |
| 80                                | Iron Lynx                   | Ferrari 488 GTE Evo         | M                           | Matteo Cressoni             | Callum Ilott                | Rino Mastronardi            |                             |
| 83                                | AF Corse                    | Ferrari 488 GTE Evo         | M                           | Nicklas Nielsen             | François Perrodo            | Alessio Rovera              |                             |
| 85                                | Iron Lynx                   | Ferrari 488 GTE Evo         | M                           | Sarah Bovy                  | Rahel Frey                  | Michelle Gatting            |                             |
| 86                                | GR Racing                   | Porsche 911 RSR-19          | M                           | Ben Barker                  | Tom Gamble                  | Michael Wainwright          |                             |
| 88                                | Dempsey-Proton Racing       | Porsche 911 RSR-19          | M                           | Julien Andlauer             | Lance David Arnold          | Dominique Bastien           |                             |
| 95                                | TF Sport                    | Aston Martin Vantage AMR    | M                           | Ross Gunn                   | Ollie Hancock               | John Hartshorne             |                             |
| 98                                | Aston Martin Racing         | Aston Martin Vantage AMR    | M                           | Marcos Gomes                | Paul Dalla Lana             | Nicki Thiim                 |                             |
| 99                                | Proton Competition          | Porsche 911 RSR-19          | M                           | Vuttikhorn Inthraphuvasak   | Florian Latorre             | Harry Tincknell             |                             |
| 388                               | Rinaldi Racing              | Ferrari 488 GTE Evo         | M                           | Jeroen Bleekemolen          | Pierre Ehret                | Christian Hook              |                             |
| 777                               | D'station Racing            | Aston Martin Vantage AMR    | M                           | Tomonobu Fujii              | Satoshi Hoshino             | Andrew Watson               |                             |
| Innovatieve auto (1 inschrijving) |                             |                             |                             |                             |                             |                             |                             |
| 84                                | Association SRT41           | Oreca 07-Gibson             | G                           | Takuma Aoki                 | Nigel Bailly                | Matthieu Lahaye             |                             |

## Kwalificatie
Tijden vetgedrukt betekent de snelste tijd in die klasse. Enkel de snelste zes teams uit iedere klasse namen deel aan de Hyperpole-sessie. De auto's worden per klasse op de startopstelling geplaatst, ongeacht hun tijd: op volgorde zijn dit de Hypercar, LMP2, LMGTE Pro en LMGTE Am.
| Pos. | Klasse      | No. | Team                      | Kwalificatie | Hyperpole | Grid |
| ---- | ----------- | --- | ------------------------- | ------------ | --------- | ---- |
| 1    | Hypercar    | 7   | Toyota Gazoo Racing       | 3:26.279     | 3:23.900  | 1    |
| 2    | Hypercar    | 8   | Toyota Gazoo Racing       | 3:27.671     | 3:24.195  | 2    |
| 3    | Hypercar    | 36  | Alpine Elf Matmut         | 3:27.095     | 3:25.574  | 3    |
| 4    | Hypercar    | 708 | Glickenhaus Racing        | 3:28.256     | 3:25.639  | 4    |
| 5    | Hypercar    | 709 | Glickenhaus Racing        | 3:29.381     | 3:27.656  | 5    |
| 6    | LMP2        | 38  | Jota                      | 3:28.807     | 3:27.950  | 6    |
| 7    | LMP2        | 41  | Team WRT                  | 3:29.441     | 3:28.470  | 7    |
| 8    | LMP2        | 65  | Panis Racing              | 3:29.508     | 3:28.586  | 8    |
| 9    | LMP2        | 26  | G-Drive Racing            | 3:29.246     | 3:28.943  | 9    |
| 10   | LMP2        | 32  | United Autosports         | 3:29.688     | 3:29.078  | 10   |
| 11   | LMP2        | 23  | United Autosports         | 3:29.830     | 3:30.027  | 11   |
| 12   | LMP2        | 28  | Jota                      | 3:29.835     |           | 12   |
| 13   | LMP2 Pro-Am | 70  | Realteam Racing           | 3:29.861     |           | 13   |
| 14   | LMP2 Pro-Am | 24  | PR1 Motorsports Mathiasen | 3:30.123     |           | 14   |
| 15   | LMP2        | 48  | IDEC Sport                | 3:30.166     |           | 15   |
| 16   | LMP2        | 31  | Team WRT                  | 3:30.182     |           | 16   |
| 17   | LMP2        | 42  | United Autosports USA     | 3:30.234     |           | 17   |
| 18   | LMP2 Pro-Am | 21  | DragonSpeed USA           | 3:30.323     |           | 18   |
| 19   | LMP2        | 82  | Risi Competizione         | 3:30.418     |           | 19   |
| 20   | LMP2        | 30  | Duqueine Team             | 3:30.691     |           | 20   |
| 21   | LMP2 Pro-Am | 17  | IDEC Sport                | 3:30.709     |           | DNS  |
| 22   | LMP2 Pro-Am | 29  | Racing Team Nederland     | 3:30.843     |           | 21   |
| 23   | LMP2        | 34  | Inter Europol Competition | 3:30.908     |           | 22   |
| 24   | LMP2 Pro-Am | 25  | G-Drive Racing            | 3:31.203     |           | 23   |
| 25   | LMP2        | 49  | High Class Racing         | 3:31.830     |           | 24   |
| 26   | LMP2 Pro-Am | 20  | High Class Racing         | 3:32.252     |           | 25   |
| 27   | LMP2 Pro-Am | 44  | ARC Bratislava            | 3:32.446     |           | 26   |
| 28   | LMP2        | 1   | Richard Mille Racing Team | 3:32.598     |           | 27   |
| 29   | Innovatief  | 84  | Association SRT41         | 3:33.538     |           | 28   |
| 30   | LMP2 Pro-Am | 28  | SO24-DIROB by Graff       | 3:34.005     |           | 29   |
| 31   | LMP2 Pro-Am | 74  | Racing Team India Eurasia | 3:36.012     |           | 30   |
| 32   | LMGTE Pro   | 72  | Hub Auto Racing           | 3:47.599     | 3:46.882  | 31   |
| 33   | LMGTE Pro   | 52  | AF Corse                  | 3:46.011     | 3:47.063  | 32   |
| 34   | LMGTE Pro   | 64  | Corvette Racing           | 3:47.074     | 3:47.093  | 33   |
| 35   | LMGTE Pro   | 51  | AF Corse                  | 3:46.581     | 3:47.247  | 34   |
| 36   | LMGTE Pro   | 91  | Porsche GT Team           | 3:47.624     | 3:47.696  | 35   |
| 37   | LMGTE Pro   | 92  | Porsche GT Team           | 3:46.779     | Geen tijd | 36   |
| 38   | LMGTE Pro   | 79  | WeatherTech Racing        | 3:47.682     |           | 37   |
| 39   | LMGTE Pro   | 63  | Corvette Racing           | 3:49.643     |           | 38   |
| 40   | LMGTE Am    | 88  | Dempsey-Proton Racing     | 3:48.620     | 3:47.987  | 39   |
| 41   | LMGTE Am    | 86  | GR Racing                 | 3:49.100     | 3:48.560  | 40   |
| 42   | LMGTE Am    | 56  | Team Project 1            | 3:49.608     | 3:48.876  | 41   |
| 43   | LMGTE Am    | 47  | Cetilar Racing            | 3:49.102     | 3:49.387  | 42   |
| 44   | LMGTE Am    | 71  | Inception Racing          | 3:49.462     | 3:49.477  | 43   |
| 45   | LMGTE Am    | 33  | TF Sport                  | 3:49.663     | 3:49.676  | 44   |
| 46   | LMGTE Am    | 80  | Iron Lynx                 | 3:49.693     |           | 45   |
| 47   | LMGTE Am    | 57  | Kessel Racing             | 3:49.715     |           | 46   |
| 48   | LMGTE Am    | 99  | Proton Competition        | 3:49.788     |           | 47   |
| 49   | LMGTE Am    | 54  | AF Corse                  | 3:49.829     |           | 48   |
| 50   | LMGTE Am    | 83  | AF Corse                  | 3:49.881     |           | 49   |
| 51   | LMGTE Am    | 77  | Dempsey-Proton Racing     | 3:49.913     |           | 50   |
| 52   | LMGTE Am    | 18  | Absolute Racing           | 3:50.016     |           | 51   |
| 53   | LMGTE Am    | 388 | Rinaldi Racing            | 3:50.018     |           | 52   |
| 54   | LMGTE Am    | 95  | TF Sport                  | 3:50.059     |           | 53   |
| 55   | LMGTE Am    | 98  | Aston Martin Racing       | 3:50.156     |           | 54   |
| 56   | LMGTE Am    | 85  | Iron Lynx                 | 3:50.314     |           | 55   |
| 57   | LMGTE Am    | 60  | Iron Lynx                 | 3:50.768     |           | 56   |
| 58   | LMGTE Am    | 777 | D'station Racing          | 3:51.107     |           | 57   |
| 59   | LMGTE Am    | 46  | Team Project 1            | 3:51.411     |           | 58   |
| 60   | LMGTE Am    | 55  | Spirit of Race            | 3:52.088     |           | 59   |
| 61   | LMGTE Am    | 66  | JMW Motorsport            | 3:52.304     |           | 60   |
| 62   | LMGTE Am    | 69  | Herberth Motorsport       | 3:52.960     |           | 61   |

## Uitslag
Winnaars in hun klasse zijn vetgedrukt; Hypercar is rood, LMP2 is blauw, LMGTE Pro is groen en LMGTE Am is oranje.
| Pos. | Klasse      | No. | Team                      | Coureurs                                                  | Chassis                          | Banden | Ronden | Tijd/Reden     |
| Pos. | Klasse      | No. | Team                      | Coureurs                                                  | Motor                            | Banden | Ronden | Tijd/Reden     |
| ---- | ----------- | --- | ------------------------- | --------------------------------------------------------- | -------------------------------- | ------ | ------ | -------------- |
| 1    | Hypercar    | 7   | Toyota Gazoo Racing       | Mike Conway Kamui Kobayashi José María López              | Toyota GR010 Hybrid              | M      | 371    | 24:00:50.768   |
| 1    | Hypercar    | 7   | Toyota Gazoo Racing       | Mike Conway Kamui Kobayashi José María López              | Toyota 3.5L V6 Twin-Turbo Hybrid | M      | 371    | 24:00:50.768   |
| 2    | Hypercar    | 8   | Toyota Gazoo Racing       | Sébastien Buemi Brendon Hartley Kazuki Nakajima           | Toyota GR010 Hybrid              | M      | 369    | +2 ronden      |
| 2    | Hypercar    | 8   | Toyota Gazoo Racing       | Sébastien Buemi Brendon Hartley Kazuki Nakajima           | Toyota 3.5L V6 Twin-Turbo Hybrid | M      | 369    | +2 ronden      |
| 3    | Hypercar    | 36  | Alpine Elf Matmut         | Nicolas Lapierre André Negrão Matthieu Vaxivière          | Alpine A480                      | M      | 367    | +4 ronden      |
| 3    | Hypercar    | 36  | Alpine Elf Matmut         | Nicolas Lapierre André Negrão Matthieu Vaxivière          | Gibson GL458 4.5 L V8            | M      | 367    | +4 ronden      |
| 4    | Hypercar    | 708 | Glickenhaus Racing        | Pipo Derani Franck Mailleux Olivier Pla                   | Glickenhaus 007 LMH              | M      | 367    | +4 ronden      |
| 4    | Hypercar    | 708 | Glickenhaus Racing        | Pipo Derani Franck Mailleux Olivier Pla                   | Glickenhaus 3.5L V8 Turbo        | M      | 367    | +4 ronden      |
| 5    | Hypercar    | 709 | Glickenhaus Racing        | Ryan Briscoe Romain Dumas Richard Westbrook               | Glickenhaus 007 LMH              | M      | 364    | +7 ronden      |
| 5    | Hypercar    | 709 | Glickenhaus Racing        | Ryan Briscoe Romain Dumas Richard Westbrook               | Glickenhaus 3.5L V8 Turbo        | M      | 364    | +7 ronden      |
| 6    | LMP2        | 31  | Team WRT                  | Robin Frijns Ferdinand Habsburg Charles Milesi            | Oreca 07                         | G      | 363    | +8 ronden      |
| 6    | LMP2        | 31  | Team WRT                  | Robin Frijns Ferdinand Habsburg Charles Milesi            | Gibson GK428 4.2L V8             | G      | 363    | +8 ronden      |
| 7    | LMP2        | 28  | Jota                      | Tom Blomqvist Sean Gelael Stoffel Vandoorne               | Oreca 07                         | G      | 363    | +8 ronden      |
| 7    | LMP2        | 28  | Jota                      | Tom Blomqvist Sean Gelael Stoffel Vandoorne               | Gibson GK428 4.2L V8             | G      | 363    | +8 ronden      |
| 8    | LMP2        | 65  | Panis Racing              | James Allen Julien Canal Will Stevens                     | Oreca 07                         | G      | 362    | +9 ronden      |
| 8    | LMP2        | 65  | Panis Racing              | James Allen Julien Canal Will Stevens                     | Gibson GK428 4.2L V8             | G      | 362    | +9 ronden      |
| 9    | LMP2        | 23  | United Autosports         | Wayne Boyd Alex Lynn Paul di Resta                        | Oreca 07                         | G      | 361    | +10 ronden     |
| 9    | LMP2        | 23  | United Autosports         | Wayne Boyd Alex Lynn Paul di Resta                        | Gibson GK428 4.2L V8             | G      | 361    | +10 ronden     |
| 10   | LMP2        | 34  | Inter Europol Competition | Alex Brundle Jakub Śmiechowski Renger van der Zande       | Oreca 07                         | G      | 360    | +11 ronden     |
| 10   | LMP2        | 34  | Inter Europol Competition | Alex Brundle Jakub Śmiechowski Renger van der Zande       | Gibson GK428 4.2L V8             | G      | 360    | +11 ronden     |
| 11   | LMP2        | 48  | IDEC Sport                | Paul-Loup Chatin Paul Lafargue Patrick Pilet              | Oreca 07                         | G      | 359    | +12 ronden     |
| 11   | LMP2        | 48  | IDEC Sport                | Paul-Loup Chatin Paul Lafargue Patrick Pilet              | Gibson GK428 4.2L V8             | G      | 359    | +12 ronden     |
| 12   | LMP2        | 26  | G-Drive Racing            | Franco Colapinto Roman Roesinov Nyck de Vries             | Aurus 01                         | G      | 358    | +13 ronden     |
| 12   | LMP2        | 26  | G-Drive Racing            | Franco Colapinto Roman Roesinov Nyck de Vries             | Gibson GK428 4.2L V8             | G      | 358    | +13 ronden     |
| 13   | LMP2        | 38  | Jota                      | António Félix da Costa Anthony Davidson Roberto González  | Oreca 07                         | G      | 358    | +13 ronden     |
| 13   | LMP2        | 38  | Jota                      | António Félix da Costa Anthony Davidson Roberto González  | Gibson GK428 4.2L V8             | G      | 358    | +13 ronden     |
| 14   | LMP2        | 30  | Duqueine Team             | René Binder Tristan Gommendy Memo Rojas                   | Oreca 07                         | G      | 357    | +14 ronden     |
| 14   | LMP2        | 30  | Duqueine Team             | René Binder Tristan Gommendy Memo Rojas                   | Gibson GK428 4.2L V8             | G      | 357    | +14 ronden     |
| 15   | LMP2 Pro-Am | 21  | DragonSpeed USA           | Henrik Hedman Ben Hanley Juan Pablo Montoya               | Oreca 07                         | G      | 356    | +15 ronden     |
| 15   | LMP2 Pro-Am | 21  | DragonSpeed USA           | Henrik Hedman Ben Hanley Juan Pablo Montoya               | Gibson GK428 4.2L V8             | G      | 356    | +15 ronden     |
| 16   | LMP2 Pro-Am | 29  | Racing Team Nederland     | Frits van Eerd Giedo van der Garde Job van Uitert         | Oreca 07                         | G      | 356    | +15 ronden     |
| 16   | LMP2 Pro-Am | 29  | Racing Team Nederland     | Frits van Eerd Giedo van der Garde Job van Uitert         | Gibson GK428 4.2L V8             | G      | 356    | +15 ronden     |
| 17   | LMP2 Pro-Am | 70  | Realteam Racing           | Loïc Duval Esteban Garcia Norman Nato                     | Oreca 07                         | G      | 356    | +15 ronden     |
| 17   | LMP2 Pro-Am | 70  | Realteam Racing           | Loïc Duval Esteban Garcia Norman Nato                     | Gibson GK428 4.2L V8             | G      | 356    | +15 ronden     |
| 18   | LMP2 Pro-Am | 20  | High Class Racing         | Dennis Andersen Marco Sørensen Ricky Taylor               | Oreca 07                         | G      | 353    | +18 ronden     |
| 18   | LMP2 Pro-Am | 20  | High Class Racing         | Dennis Andersen Marco Sørensen Ricky Taylor               | Gibson GK428 4.2L V8             | G      | 353    | +18 ronden     |
| 19   | LMP2 Pro-Am | 39  | SO24-DIROB by Graff       | Vincent Capillaire Arnold Robin Maxime Robin              | Oreca 07                         | G      | 352    | +19 ronden     |
| 19   | LMP2 Pro-Am | 39  | SO24-DIROB by Graff       | Vincent Capillaire Arnold Robin Maxime Robin              | Gibson GK428 4.2L V8             | G      | 352    | +19 ronden     |
| 20   | LMGTE Pro   | 51  | AF Corse                  | James Calado Alessandro Pier Guidi Côme Ledogar           | Ferrari 488 GTE Evo              | M      | 345    | +26 ronden     |
| 20   | LMGTE Pro   | 51  | AF Corse                  | James Calado Alessandro Pier Guidi Côme Ledogar           | Ferrari F154CB 3.9L Turbo V8     | M      | 345    | +26 ronden     |
| 21   | LMGTE Pro   | 63  | Corvette Racing           | Nick Catsburg Antonio García Jordan Taylor                | Chevrolet Corvette C8.R          | M      | 345    | +26 ronden     |
| 21   | LMGTE Pro   | 63  | Corvette Racing           | Nick Catsburg Antonio García Jordan Taylor                | Chevrolet LT5.5 5.5L V8          | M      | 345    | +26 ronden     |
| 22   | LMGTE Pro   | 92  | Porsche GT Team           | Michael Christensen Kévin Estre Neel Jani                 | Porsche 911 RSR-19               | M      | 344    | +27 ronden     |
| 22   | LMGTE Pro   | 92  | Porsche GT Team           | Michael Christensen Kévin Estre Neel Jani                 | Porsche 4.0L Flat-6              | M      | 344    | +27 ronden     |
| 23   | LMGTE Pro   | 91  | Porsche GT Team           | Gianmaria Bruni Richard Lietz Frédéric Makowiecki         | Porsche 911 RSR-19               | M      | 343    | +28 ronden     |
| 23   | LMGTE Pro   | 91  | Porsche GT Team           | Gianmaria Bruni Richard Lietz Frédéric Makowiecki         | Porsche 4.0L Flat-6              | M      | 343    | +28 ronden     |
| 24   | LMP2 Pro-Am | 44  | ARC Bratislava            | Matej Konôpka Miro Konôpka Oliver Webb                    | Oreca 07                         | G      | 342    | +29 ronden     |
| 24   | LMP2 Pro-Am | 44  | ARC Bratislava            | Matej Konôpka Miro Konôpka Oliver Webb                    | Gibson GK428 4.2L V8             | G      | 342    | +29 ronden     |
| 25   | LMGTE Am    | 83  | AF Corse                  | Nicklas Nielsen François Perrodo Alessio Rovera           | Ferrari 488 GTE Evo              | M      | 340    | +31 ronden     |
| 25   | LMGTE Am    | 83  | AF Corse                  | Nicklas Nielsen François Perrodo Alessio Rovera           | Ferrari F154CB 3.9L Turbo V8     | M      | 340    | +31 ronden     |
| 26   | LMGTE Am    | 33  | TF Sport                  | Felipe Fraga Ben Keating Dylan Pereira                    | Aston Martin Vantage AMR         | M      | 339    | +32 ronden     |
| 26   | LMGTE Am    | 33  | TF Sport                  | Felipe Fraga Ben Keating Dylan Pereira                    | Aston Martin 4.5L V8 Turbo       | M      | 339    | +32 ronden     |
| 27   | LMGTE Am    | 80  | Iron Lynx                 | Matteo Cressoni Callum Ilott Rino Mastronardi             | Ferrari 488 GTE Evo              | M      | 338    | +33 ronden     |
| 27   | LMGTE Am    | 80  | Iron Lynx                 | Matteo Cressoni Callum Ilott Rino Mastronardi             | Ferrari F154CB 3.9L Turbo V8     | M      | 338    | +33 ronden     |
| 28   | LMP2 Pro-Am | 74  | Racing Team India Eurasia | Tom Cloet John Corbett James Winslow                      | Ligier JS P217                   | G      | 338    | +33 ronden     |
| 28   | LMP2 Pro-Am | 74  | Racing Team India Eurasia | Tom Cloet John Corbett James Winslow                      | Gibson GK428 4.2L V8             | G      | 338    | +33 ronden     |
| 29   | LMP2        | 49  | High Class Racing         | Anders Fjordbach Jan Magnussen Kevin Magnussen            | Oreca 07                         | G      | 336    | +35 ronden     |
| 29   | LMP2        | 49  | High Class Racing         | Anders Fjordbach Jan Magnussen Kevin Magnussen            | Gibson GK428 4.2L V8             | G      | 336    | +35 ronden     |
| 30   | LMGTE Am    | 60  | Iron Lynx                 | Raffaele Giammaria Paolo Ruberti Claudio Schiavoni        | Ferrari 488 GTE Evo              | M      | 335    | +36 ronden     |
| 30   | LMGTE Am    | 60  | Iron Lynx                 | Raffaele Giammaria Paolo Ruberti Claudio Schiavoni        | Ferrari F154CB 3.9L Turbo V8     | M      | 335    | +36 ronden     |
| 31   | LMGTE Am    | 77  | Dempsey-Proton Racing     | Matt Campbell Jaxon Evans Christian Ried                  | Porsche 911 RSR-19               | M      | 335    | +36 ronden     |
| 31   | LMGTE Am    | 77  | Dempsey-Proton Racing     | Matt Campbell Jaxon Evans Christian Ried                  | Porsche 4.0L Flat-6              | M      | 335    | +36 ronden     |
| 32   | Innovatief  | 84  | Association SRT41         | Takuma Aoki Nigel Bailly Matthieu Lahaye                  | Oreca 07                         | G      | 334    | +37 ronden     |
| 32   | Innovatief  | 84  | Association SRT41         | Takuma Aoki Nigel Bailly Matthieu Lahaye                  | Gibson GK428 4.2L V8             | G      | 334    | +37 ronden     |
| 33   | LMGTE Am    | 777 | D'station Racing          | Tomonobu Fujii Satoshi Hoshino Andrew Watson              | Aston Martin Vantage AMR         | M      | 333    | +38 ronden     |
| 33   | LMGTE Am    | 777 | D'station Racing          | Tomonobu Fujii Satoshi Hoshino Andrew Watson              | Aston Martin 4.5L V8 Turbo       | M      | 333    | +38 ronden     |
| 34   | LMGTE Am    | 18  | Absolute Racing           | Andrew Haryanto Alessio Picariello Marco Seefried         | Porsche 911 RSR-19               | M      | 332    | +39 ronden     |
| 34   | LMGTE Am    | 18  | Absolute Racing           | Andrew Haryanto Alessio Picariello Marco Seefried         | Porsche 4.0L Flat-6              | M      | 332    | +39 ronden     |
| 35   | LMGTE Am    | 95  | TF Sport                  | Ross Gunn Ollie Hancock John Hartshorne                   | Aston Martin Vantage AMR         | M      | 332    | +39 ronden     |
| 35   | LMGTE Am    | 95  | TF Sport                  | Ross Gunn Ollie Hancock John Hartshorne                   | Aston Martin 4.5L V8 Turbo       | M      | 332    | +39 ronden     |
| 36   | LMGTE Am    | 85  | Iron Lynx                 | Sarah Bovy Rahel Frey Michelle Gatting                    | Ferrari 488 GTE Evo              | M      | 332    | +39 ronden     |
| 36   | LMGTE Am    | 85  | Iron Lynx                 | Sarah Bovy Rahel Frey Michelle Gatting                    | Ferrari F154CB 3.9L Turbo V8     | M      | 332    | +39 ronden     |
| 37   | LMGTE Pro   | 52  | AF Corse                  | Sam Bird Miguel Molina Daniel Serra                       | Ferrari 488 GTE Evo              | M      | 331    | +40 ronden     |
| 37   | LMGTE Pro   | 52  | AF Corse                  | Sam Bird Miguel Molina Daniel Serra                       | Ferrari F154CB 3.9L Turbo V8     | M      | 331    | +40 ronden     |
| 38   | LMGTE Am    | 69  | Herberth Motorsport       | Ralf Bohn Rolf Ineichen Robert Renauer                    | Porsche 911 RSR-19               | M      | 330    | +41 ronden     |
| 38   | LMGTE Am    | 69  | Herberth Motorsport       | Ralf Bohn Rolf Ineichen Robert Renauer                    | Porsche 4.0L Flat-6              | M      | 330    | +41 ronden     |
| 39   | LMGTE Am    | 54  | AF Corse                  | Francesco Castellacci Giancarlo Fisichella Thomas Flohr   | Ferrari 488 GTE Evo              | M      | 329    | +42 ronden     |
| 39   | LMGTE Am    | 54  | AF Corse                  | Francesco Castellacci Giancarlo Fisichella Thomas Flohr   | Ferrari F154CB 3.9L Turbo V8     | M      | 329    | +42 ronden     |
| 40   | LMP2        | 22  | United Autosports USA     | Filipe Albuquerque Philip Hanson Fabio Scherer            | Oreca 07                         | M      | 328    | +43 ronden     |
| 40   | LMP2        | 22  | United Autosports USA     | Filipe Albuquerque Philip Hanson Fabio Scherer            | Gibson GK428 4.2L V8             | M      | 328    | +43 ronden     |
| 41   | LMGTE Am    | 71  | Inception Racing          | Ben Barnicoat Brendan Iribe Ollie Millroy                 | Ferrari 488 GTE Evo              | M      | 327    | +44 ronden     |
| 41   | LMGTE Am    | 71  | Inception Racing          | Ben Barnicoat Brendan Iribe Ollie Millroy                 | Ferrari F154CB 3.9L Turbo V8     | M      | 327    | +44 ronden     |
| 42   | LMGTE Am    | 88  | Dempsey-Proton Racing     | Julien Andlauer Lance David Arnold Dominique Bastien      | Porsche 911 RSR-19               | M      | 327    | +44 ronden     |
| 42   | LMGTE Am    | 88  | Dempsey-Proton Racing     | Julien Andlauer Lance David Arnold Dominique Bastien      | Porsche 4.0L Flat-6              | M      | 327    | +44 ronden     |
| 43   | LMGTE Am    | 86  | GR Racing                 | Ben Barker Tom Gamble Michael Wainwright                  | Porsche 911 RSR-19               | M      | 322    | +49 ronden     |
| 43   | LMGTE Am    | 86  | GR Racing                 | Ben Barker Tom Gamble Michael Wainwright                  | Porsche 4.0L Flat-6              | M      | 322    | +49 ronden     |
| 44   | LMGTE Pro   | 64  | Corvette Racing           | Tommy Milner Alexander Sims Nick Tandy                    | Chevrolet Corvette C8.R          | M      | 313    | +58 ronden     |
| 44   | LMGTE Pro   | 64  | Corvette Racing           | Tommy Milner Alexander Sims Nick Tandy                    | Chevrolet LT5.5 5.5L V8          | M      | 313    | +58 ronden     |
| NC   | LMP2        | 41  | Team WRT                  | Louis Delétraz Robert Kubica Ye Yifei                     | Oreca 07                         | G      | 362    | Gaspedaal      |
| NC   | LMP2        | 41  | Team WRT                  | Louis Delétraz Robert Kubica Ye Yifei                     | Gibson GK428 4.2L V8             | G      | 362    | Gaspedaal      |
| DNF  | LMP2        | 82  | Risi Competizione         | Ryan Cullen Oliver Jarvis Felipe Nasr                     | Oreca 07                         | G      | 275    | Motor          |
| DNF  | LMP2        | 82  | Risi Competizione         | Ryan Cullen Oliver Jarvis Felipe Nasr                     | Gibson GK428 4.2L V8             | G      | 275    | Motor          |
| DNF  | LMGTE Am    | 388 | Rinaldi Racing            | Jeroen Bleekemolen Pierre Ehret Christian Hook            | Ferrari 488 GTE Evo              | M      | 271    | Uitgevallen    |
| DNF  | LMGTE Am    | 388 | Rinaldi Racing            | Jeroen Bleekemolen Pierre Ehret Christian Hook            | Ferrari F154CB 3.9L Turbo V8     | M      | 271    | Uitgevallen    |
| DNF  | LMP2 Pro-Am | 24  | PR1 Motorsports Mathiasen | Gabriel Aubry Patrick Kelly Simon Trummer                 | Oreca 07                         | G      | 261    | Uitgevallen    |
| DNF  | LMP2 Pro-Am | 24  | PR1 Motorsports Mathiasen | Gabriel Aubry Patrick Kelly Simon Trummer                 | Gibson GK428 4.2L V8             | G      | 261    | Uitgevallen    |
| DNF  | LMGTE Pro   | 72  | Hub Auto Racing           | Maxime Martin Álvaro Parente Dries Vanthoor               | Porsche 911 RSR-19               | M      | 227    | Uitgevallen    |
| DNF  | LMGTE Pro   | 72  | Hub Auto Racing           | Maxime Martin Álvaro Parente Dries Vanthoor               | Porsche 4.0L Flat-6              | M      | 227    | Uitgevallen    |
| DNF  | LMGTE Pro   | 79  | WeatherTech Racing        | Earl Bamber Cooper MacNeil Laurens Vanthoor               | Porsche 911 RSR-19               | M      | 139    | Schade ongeluk |
| DNF  | LMGTE Pro   | 79  | WeatherTech Racing        | Earl Bamber Cooper MacNeil Laurens Vanthoor               | Porsche 4.0L Flat-6              | M      | 139    | Schade ongeluk |
| DNF  | LMGTE Am    | 46  | Team Project 1            | Anders Buchardt Robby Foley Dennis Olsen                  | Porsche 911 RSR-19               | M      | 138    | Ophanging      |
| DNF  | LMGTE Am    | 46  | Team Project 1            | Anders Buchardt Robby Foley Dennis Olsen                  | Porsche 4.0L Flat-6              | M      | 138    | Ophanging      |
| DNF  | LMGTE Am    | 57  | Kessel Racing             | Scott Andrews Mikkel Jensen Takeshi Kimura                | Ferrari 488 GTE Evo              | M      | 128    | Uitgevallen    |
| DNF  | LMGTE Am    | 57  | Kessel Racing             | Scott Andrews Mikkel Jensen Takeshi Kimura                | Ferrari F154CB 3.9L Turbo V8     | M      | 128    | Uitgevallen    |
| DNF  | LMGTE Am    | 66  | JMW Motorsport            | Jody Fannin Thomas Neubauer Rodrigo Sales                 | Ferrari 488 GTE Evo              | M      | 117    | Uitgevallen    |
| DNF  | LMGTE Am    | 66  | JMW Motorsport            | Jody Fannin Thomas Neubauer Rodrigo Sales                 | Ferrari F154CB 3.9L Turbo V8     | M      | 117    | Uitgevallen    |
| DNF  | LMGTE Am    | 55  | Spirit of Race            | Duncan Cameron Matt Griffin David Perel                   | Ferrari 488 GTE Evo              | M      | 109    | Ongeluk        |
| DNF  | LMGTE Am    | 55  | Spirit of Race            | Duncan Cameron Matt Griffin David Perel                   | Ferrari F154CB 3.9L Turbo V8     | M      | 109    | Ongeluk        |
| DNF  | LMP2 Pro-Am | 25  | G-Drive Racing            | Rui Andrade John Falb Roberto Merhi                       | Aurus 01                         | G      | 108    | Ongeluk        |
| DNF  | LMP2 Pro-Am | 25  | G-Drive Racing            | Rui Andrade John Falb Roberto Merhi                       | Gibson GK428 4.2L V8             | G      | 108    | Ongeluk        |
| DNF  | LMGTE Am    | 47  | Cetilar Racing            | Antonio Fuoco Roberto Lacorte Giorgio Sernagiotto         | Ferrari 488 GTE Evo              | M      | 90     | Ongeluk        |
| DNF  | LMGTE Am    | 47  | Cetilar Racing            | Antonio Fuoco Roberto Lacorte Giorgio Sernagiotto         | Ferrari F154CB 3.9L Turbo V8     | M      | 90     | Ongeluk        |
| DNF  | LMGTE Am    | 56  | Team Project 1            | Matteo Cairoli Riccardo Pera Egidio Perfetti              | Porsche 911 RSR-19               | M      | 84     | Ongeluk        |
| DNF  | LMGTE Am    | 56  | Team Project 1            | Matteo Cairoli Riccardo Pera Egidio Perfetti              | Porsche 4.0L Flat-6              | M      | 84     | Ongeluk        |
| DNF  | LMP2        | 32  | United Autosports         | Jonathan Aberdein Nico Jamin Manuel Maldonado             | Oreca 07                         | G      | 75     | Ongeluk        |
| DNF  | LMP2        | 32  | United Autosports         | Jonathan Aberdein Nico Jamin Manuel Maldonado             | Gibson GK428 4.2L V8             | G      | 75     | Ongeluk        |
| DNF  | LMP2        | 1   | Richard Mille Racing Team | Tatiana Calderón Sophia Flörsch Beitske Visser            | Oreca 07                         | G      | 74     | Ongeluk        |
| DNF  | LMP2        | 1   | Richard Mille Racing Team | Tatiana Calderón Sophia Flörsch Beitske Visser            | Gibson GK428 4.2L V8             | G      | 74     | Ongeluk        |
| DNF  | LMGTE Am    | 99  | Proton Competition        | Vuttikhorn Inthraphuvasak Florian Latorre Harry Tincknell | Porsche 911 RSR-19               | M      | 66     | Uitgevallen    |
| DNF  | LMGTE Am    | 99  | Proton Competition        | Vuttikhorn Inthraphuvasak Florian Latorre Harry Tincknell | Porsche 4.0L Flat-6              | M      | 66     | Uitgevallen    |
| DNF  | LMGTE Am    | 98  | Aston Martin Racing       | Marcos Gomes Paul Dalla Lana Nicki Thiim                  | Aston Martin Vantage AMR         | M      | 45     | Ongeluk        |
| DNF  | LMGTE Am    | 98  | Aston Martin Racing       | Marcos Gomes Paul Dalla Lana Nicki Thiim                  | Aston Martin 4.5L V8 Turbo       | M      | 45     | Ongeluk        |
| WD   | LMP2 Pro-Am | 17  | IDEC Sport                | Ryan Dalziel Thomas Laurent Dwight Merriman               | Oreca 07                         | G      | 0      | Teruggetrokken |
| WD   | LMP2 Pro-Am | 17  | IDEC Sport                | Ryan Dalziel Thomas Laurent Dwight Merriman               | Gibson GK428 4.2L V8             | G      | 0      | Teruggetrokken |

## Tussenstanden na wedstrijd
Hypercar (coureurs)
| Pos | Coureur                                          | Punten |
| --- | ------------------------------------------------ | ------ |
| 1   | Mike Conway Kamui Kobayashi José María López     | 120    |
| 2   | Sébastien Buemi Brendon Hartley Kazuki Nakajima  | 111    |
| 3   | Nicolas Lapierre André Negrão Matthieu Vaxivière | 90     |
| 4   | Romain Dumas Richard Westbrook                   | 53     |
| 5   | Franck Mailleux                                  | 39     |

Hypercar (constructeurs)
| Pos | Team                | Punten |
| --- | ------------------- | ------ |
| 1   | Toyota Gazoo Racing | 141    |
| 2   | Alpine Elf Matmut   | 90     |
| 3   | Glickenhaus Racing  | 37     |

LMGTE (coureurs)
| Pos | Coureur                            | Punten |
| --- | ---------------------------------- | ------ |
| 1   | James Calado Alessandro Pier Guidi | 124    |
| 2   | Kévin Estre Neel Jani              | 112    |
| 3   | Gianmaria Bruni Richard Lietz      | 75     |
| 4   | Michael Christensen                | 60     |
| 5   | Miguel Molina Daniel Serra         | 57     |

LMGTE (constructeurs)
| Pos | Constructeur | Punten |
| --- | ------------ | ------ |
| 1   | Ferrari      | 203    |
| 2   | Porsche      | 187    |

LMP2 (coureurs)
| Pos | Coureur                                                  | Punten |
| --- | -------------------------------------------------------- | ------ |
| 1   | Tom Blomqvist Sean Gelael Stoffel Vandoorne              | 89     |
| 2   | Robin Frijns Ferdinand Habsburg Charles Milesi           | 88     |
| 3   | Anthony Davidson António Félix da Costa Roberto González | 81     |
| 4   | Philip Hanson                                            | 76     |
| 5   | Alex Brundle Jakub Śmiechowski                           | 67     |

LMP2 (teams)
| Pos | Nr | Team                      | Punten |
| --- | -- | ------------------------- | ------ |
| 1   | 28 | Jota                      | 89     |
| 2   | 31 | Team WRT                  | 88     |
| 3   | 38 | Jota                      | 81     |
| 4   | 22 | United Autosports USA     | 76     |
| 5   | 34 | Inter Europol Competition | 67     |

LMP2 Pro-Am (coureurs)
| Pos | Coureur                                     | Punten |
| --- | ------------------------------------------- | ------ |
| 1   | Ben Hanley Henrik Hedman Juan Pablo Montoya | 110    |
| 2   | Frits van Eerd                              | 104    |
| 3   | Esteban Garcia Norman Nato                  | 101    |
| 4   | Giedo van der Garde Job van Uitert          | 79     |
| 5   | Dennis Andersen                             | 71     |

LMP2 Pro-Am (teams)
| Pos | Nr | Team                  | Punten |
| --- | -- | --------------------- | ------ |
| 1   | 21 | DragonSpeed USA       | 110    |
| 2   | 29 | Racing Team Nederland | 104    |
| 3   | 70 | Realteam Racing       | 101    |
| 4   | 20 | High Class Racing     | 71     |
| 5   | 44 | ARC Bratislava        | 45     |

LMGTE Am (coureurs)
| Pos | Coureur                                                 | Punten |
| --- | ------------------------------------------------------- | ------ |
| 1   | Nicklas Nielsen François Perrodo Alessio Rovera         | 102    |
| 2   | Felipe Fraga Ben Keating Dylan Pereira                  | 65,5   |
| 3   | Antonio Fuoco Roberto Lacorte Giorgio Sernagiotto       | 54     |
| 4   | Francesco Castellacci Giancarlo Fisichella Thomas Flohr | 53     |
| 5   | Claudio Schiavoni                                       | 47     |

LMGTE Am (teams)
| Pos | Nr | Team           | Punten |
| --- | -- | -------------- | ------ |
| 1   | 83 | AF Corse       | 102    |
| 2   | 33 | TF Sport       | 65,5   |
| 3   | 47 | Cetilar Racing | 54     |
| 4   | 54 | AF Corse       | 53     |
| 5   | 60 | Iron Lynx      | 47     |

1923 · 1924 · 1925 · 1926 · 1927 · 1928 · 1929 · 1930 · 1931 · 1932 · 1933 · 1934 · 1935 · 1936 · 1937 · 1938 · 1939 · 1940 - 1948 · 1949 · 1950 · 1951 · 1952 · 1953 · 1954 · 1955 (Ramp) · 1956 · 1957 · 1958 · 1959 · 1960 · 1961 · 1962 · 1963 · 1964 · 1965 · 1966 · 1967 · 1968 · 1969 · 1970 · 1971 · 1972 · 1973 · 1974 · 1975 · 1976 · 1977 · 1978 · 1979 · 1980 · 1981 · 1982 · 1983 · 1984 · 1985 · 1986 · 1987 · 1988 · 1989 · 1990 · 1991 · 1992 · 1993 · 1994 · 1995 · 1996 · 1997 · 1998 · 1999 · 2000 · 2001 · 2002 · 2003 · 2004 · 2005 · 2006 · 2007 · 2008 · 2009 · 2010 · 2011 · 2012 · 2013 · 2014 · 2015 · 2016 · 2017 · 2018 · 2019 · 2020 · 2021 · 2022 · 2023 · 2024